# 井上智子
井上 智子（いのうえ ともこ、1954年 - ）は、日本の看護学者。前国立看護大学校学校長。東京医科歯科大学名誉教授。
研究テーマは、クリティカル・急性期にある患者家族へのケア、高度実践看護師育成と看護制度設計等。

## 略歴
学歴
- 1977年 - 徳島大学教育学部
- 1981年 - 千葉大学大学院看護学研究科（修士課程）
- 1994年 - 保健学博士（東京大学）

職歴
- 1981年 - 1982年 　聖路加看護大学 助手
- 1982年 - 1992年　千葉大学看護学部 助手
- 1996年 - 1996年　文部省在外研究員（オレゴン健康科学大学）
- 1992年 - 2000年　千葉大学看護学部 助教授
- 2000年 - 2002年　東京医科歯科大学教授
- 2008年 - 2011年　東京医科歯科大学医学部 保健衛生学科長
- 2011年 - 2014年　東京医科歯科大学大学院 研究科長
- 2015年 - 2016年　大学評価･学位授与機構客員教授
- 2016年 - 2022年　国立看護大学校校長
- 2016年 - 東京医科歯科大学名誉教授
- 2022年 - 国際医療福祉大学大学院教授 成田看護学部長

## 著書
- 『病期・病態・重症度から見た疾患別看護過程（第4版）』医学書院、2020
- 『緊急度・重症度からみた症状別看護過程＋病態関連図（第3版）』医学書院2020
- 『成人看護学総論（第15版）』医学書院　2020
- 『パーフェクト臨床実習ガイドⅠ 急性期･周手術期（第2版）』照林社、2020
- 『新しい看護の知へ、看護治療学の基本 医療による身体侵襲を「視る」「診る」「看る」、ライフサポート社、2013
- 『看護業務をめぐる法律相談』新日本法規、2020
- 『裁判例から読み解く看護師の法的責任』日本看護協会出版会、2010